# 撮られたい
『撮られたい』（とられたい）は、今野杏南による日本のロマンス小説。

## 概要
著者である今野が大石圭『躾けられたい』（TOブックス）表紙モデルを務めた際、担当編集者と小説の話で盛り上がり、担当マネージャーに本を書いてみたらどうかと提案されたこともあり、自身の職業であるグラビアアイドルを題材に執筆した小説作品。内容から官能小説とくくられることもある。2014年4月15日にTOブックスから単行本を発売。
単行本発売後に掲載を開始した携帯小説アプリ「エブリスタ」において、この時点で最速の71日で売り上げ100万円を達成した。2016年9月1日にTO文庫から文庫版を発売。
2015年10月26日からはWebヤングキングにて佐野タカシ作画による漫画版を約1年間連載した。

## あらすじ
売れないグラビアアイドル、雨野はな。仕事が増えず、マネージャーからクビを宣告され、彼氏にも別れを告げられた。落ち込むばかりのはなだったが、カメラマン・秋崎に撮られたグラビアで人気が上昇。そして彼に抱かれることで、女性としての輝きも放ちはじめる。

## 登場人物
雨野はな（あまの・はな）
仕事がなく、4年目のがけっぷちのグラビアアイドル。オフィスフラワー所属。半年間の猶予を与えられるも、事実上のクビを山田から言い渡される。大きな胸の持ち主でグラマラス。水着の仕事は好きだが、男に好かれる表情やしぐさを苦手とする。根暗で不器用。
千葉県出身。母の経営するスナック育ち。スナックのカウンターでは夜な夜な母が見知らぬ男性と交わっていたため、生々しい性にトラウマを抱え憎悪に近い感情を抱いていたが、秋崎と出会い性的な部分を開放されていく。
秋崎楓（あきざき・かえで）
青年誌「ヤングジャンジャン」で活動するグラビアカメラマン。人の心を覗き込み、すべてを丸裸にするようなスチールを撮る。朝が弱い。既婚者。
のちにアイドルグラビア以外にも進出し、第35回国際写真芸術賞受賞。撮り趣味はハメ撮り。
山田（やまだ）
オフィスフラワー・マネージャー。男性。多くの仕事を取ってくる敏腕マネージャーであるが、やる気やのびしろのないタレントには将来を考え、厳しく切り捨てる。「グラビアアイドルの仕事は性的対象となること」がモットー。
前田桃（まえだ・もも）
オフィスフラワーの先輩アイドル。病欠の仕事がはなに回ってくる。
悠斗（ゆうと）　
はなの彼氏。30歳。はなを応援しながらも、彼女の水着が他人に見られることを心の中では毛嫌いする。
砂山皐月（すなやま・さつき）
黒髪ロングヘアのグラビアアイドル。はなとは友人でありライバル。
原田夏樹（はらだ・なつき）
皐月の友人でサラリーマン。秋崎と会えない期間、欲求を抱えたはなに誘われる。

## 書誌情報
撮られたい
- 単行本：『撮られたい』（2014年4月15日)、ティー・オーエンタテインメント、ISBN 978-4864722414）
- 文庫本：『撮られたい』（2016年9月1日、TO文庫、ISBN 978-4864725170）

撮られたい (ヤングキングコミックス)
- 漫画版：『撮られたい』（2017年4月24日、少年画報社、ISBN 978-4785959968）